# Srbo Iwanowski
Srbo Iwanowski (mac. Србо Ивановски; ur. 1928 w Sztip, zm. 12 marca 2014 w Skopju) – macedoński poeta, pisarz, dramaturg, autor powieści, opowiadań oraz wierszy dla dzieci i dorosłych. 
Ukończył studia z literatury południowosłowiańskiej na Wydziale Filologicznym Uniwersytetu Świętych Cyryla i Metodego w Skopju, tam też pracował jako redaktor w telewizji MRT. Na scenę pisarską wkroczył w latach 50. i dziś jest uważany za jednego z najważniejszych przedstawicieli tzw. drugiej fali w literaturze macedońskiej.